# Liste der Bodendenkmale in Wolsdorf
In der Liste der Bodendenkmale in Wolsdorf sind alle Bodendenkmale der niedersächsischen Gemeinde Wolsdorf aufgelistet. Die Quelle ist der Denkmalatlas Niedersachsen.
- Diese Liste erhebt keinen Anspruch auf Vollständigkeit.
- Die Angaben ersetzen nicht die rechtsverbindliche Auskunft der zuständigen Denkmalschutzbehörde.
- Es sind nur Daten aus dem Denkmalatlas verarbeitet.
- Der Stand der Liste ist der 27. Juni 2025.

Wolsdorf im Landkreis Helmstedt

## Allgemein
In den Spalten finden sich folgende Informationen des Bodendenkmales:
| Lage         | geographische Koordinaten                                                           |
| Bezeichnung  | Bezeichnung lt. Denkmalatlas                                                        |
| Beschreibung | Beschreibung lt. Denkmalatlas                                                       |
| ID           | Objekt-ID                                                                           |
| Bild         | Bild, ggf. zusätzlich mit Link zu weiteren Fotos im Medienarchiv Wikimedia Commons. |

## Eitz
| Lage                         | Bezeichnung        | Beschreibung | ID       | Bild |
| ---------------------------- | ------------------ | --- | -------- | ---- |
| 52° 10′ 41″ N, 10° 58′ 20″ O | Eitz 3, Grabhügel  | Durchmesser ca. 17 m und Höhe ca. 1,2 m. Deutlich, hochgewölbt, rund. Im Bereich der Kuppe tiefe Mulde mit seitlicher Erdablagerung                                                                        | 28955347 | BW   |
| 52° 10′ 45″ N, 10° 58′ 23″ O | Eitz 4, Grabhügel  | Durchmesser ca. 10 m und Höhe ca. 0,4 m. Flach gewölbt, rund. | 28955348 | BW   |
| 52° 11′ 2″ N, 10° 58′ 26″ O  | Eitz 5, Grabhügel  | Durchmesser ca. 14 m und Höhe ca. 0,5 m. Fast rund, unregelmäßig gewölbt. Im Westen abgetragen. | 28955349 | BW   |
| 52° 10′ 55″ N, 10° 57′ 55″ O | Eitz 15, Grabhügel | Durchmesser ca. 10 m und Höhe ca. 0,3 m. Flach, rund. Kuppe leicht abgeflacht. | 28992781 | BW   |
| 52° 10′ 57″ N, 10° 57′ 53″ O | Eitz 16, Grabhügel | Durchmesser ca. 13 m und Höhe ca. 0,4 m. Rund, flach gewölbt. Im Bereich der Kuppe ca. 0,50 m tiefe Eingrabung mit seitlicher Erdablagerung.                                                               | 28992782 | BW   |
| 52° 11′ 1″ N, 10° 57′ 51″ O  | Eitz 21, Grabhügel | Durchmesser ca. 12 m und Höhe ca. 0,7 m. Rund mit deutlicher Wölbung. Im nordwestlichen Wölbungsbereich muldenartige Vertiefung.                                                                           | 28992890 | BW   |
| 52° 11′ 6″ N, 10° 58′ 2″ O   | Eitz 22, Grabhügel | Durchmesser ca. 26 m und Höhe ca. 1,7 m. Hochgewölbt, markant, rund. Über die nördliche Hälfte eine Nordwest-Südost orientierte Wegespur. Am nördlichen Hügelfuß flache Vertiefung.                        | 28992895 | BW   |
| 52° 11′ 7″ N, 10° 58′ 1″ O   | Eitz 23, Grabhügel | Durchmesser ca. 15 m und Höhe ca. 0,5 m. Annähernd rund, stark abgeflacht. Oberfläche durch starke Tiergänge zerstört.                                                                                     | 28992899 | BW   |
| 52° 11′ 17″ N, 10° 57′ 31″ O | Eitz 24, Grabhügel | Durchmesser ca. 18 m und Höhe ca. 0,4 m. Annähernd rund. Randbereich im Westen gegen eine flache Bodenerhöhung übergangslos auslaufend, sonst deutlich abgesetzt. Hügelkuppe nach Westen stark abgeflacht. | 28992903 | BW   |
| 52° 11′ 3″ N, 10° 58′ 8″ O   | Eitz 25, Grabhügel | Durchmesser ca. 13 m und Höhe ca. 0,5 m. Deutlich gewölbt, fast rund. Vertiefung am östl. Rand. | 28992907 | BW   |
| 52° 11′ 0″ N, 10° 58′ 10″ O  | Eitz 26, Grabhügel | Durchmesser ca. 14 m und Höhe ca. 0,4 m. Rund mit abgeflachter Kuppe. Randbereiche auslaufend. | 28992910 | BW   |
| 52° 11′ 0″ N, 10° 58′ 6″ O   | Eitz 27, Grabhügel | Durchmesser ca. 16 m und Höhe ca. 0,6 m. Deutlich gewölbt, fast rund. Randbereiche unregelmäßig auslaufend.                                                                                                | 28992915 | BW   |

### Eitz 6
- ID: 28992780
- Klar abgrenzbare Grabhügelnekropole in beherrschender Lage. Die Bedeutung liegt darin, dass die Grenzen durch die Topographie vorgegeben und damit ihre Ausdehnung heute klar erkennbar ist.

| Lage                         | Bezeichnung | Beschreibung | ID       | Bild |
| ---------------------------- | ----------- | --- | -------- | ---- |
| 52° 10′ 52″ N, 10° 57′ 58″ O | Eitz 6      | Durchmesser ca. 10 m und Höhe ca. 0,4 m. Flach gewölbt, rund mit abgeflachter Kuppe.                                                                                      | 28959297 | BW   |
| 52° 10′ 53″ N, 10° 57′ 59″ O | Eitz 7      | Durchmesser ca. 12 m und Höhe ca. 0,5 m. Flach gewölbt, rund. Im Bereich der Kuppe größere Eingrabung mit seitlicher Erdablagerung.                                       | 28992769 | BW   |
| 52° 10′ 54″ N, 10° 58′ 0″ O  | Eitz 8      | Durchmesser ca. 16 m und Höhe ca. 1,4 m. Hoch gewölbt, rund. Im Bereich der Kuppe große Eingrabung von ca. 1 m Tiefe. Aushub rings um die Vertiefung herum aufgeschüttet. | 28992770 | BW   |
| 52° 10′ 55″ N, 10° 58′ 2″ O  | Eitz 9      | Durchmesser ca. 14 m und Höhe ca. 0,8 m. Hochgewölbt, rund. Im Bereich der Kuppe tiefe Eingrabung mit seitlicher Erdablagerung.                                           | 28992772 | BW   |
| 52° 10′ 55″ N, 10° 58′ 4″ O  | Eitz 10     | Durchmesser ca. 9 m und Höhe ca. 0,4 m. Flach gewölbt, rund. Im Bereich der Kuppe flache Vertiefung mit seitlicher Einlagerung.                                           | 28992773 | BW   |
| 52° 10′ 55″ N, 10° 58′ 5″ O  | Eitz 11     | Durchmesser ca. 8 m und Höhe ca. 0,3 m. Flache Bodenerhöhung. Im Bereich der Kuppe flache Vertiefung mit seitlicher Einlagerung.                                          | 28992775 | BW   |
| 52° 10′ 56″ N, 10° 58′ 6″ O  | Eitz 12     | Durchmesser ca. 15 m und Höhe ca. 1,1 m. Hochgewölbt, rund mit abgeflachter Kuppe. Am nördlichen Rand der Kuppe flache Vertiefung.                                        | 28992776 | BW   |
| 52° 10′ 54″ N, 10° 58′ 4″ O  | Eitz 13     | | 28992778 | BW   |
| 52° 10′ 54″ N, 10° 58′ 3″ O  | Eitz 14     | Durchmesser ca. 9 m und Höhe ca. 0,3 m. Annähernd rund, Kuppe abgeflacht.                                                                                                 | 28992779 | BW   |

### Eitz 17
- ID: 28992888
- Grabhügelfeld

| Lage                         | Bezeichnung | Beschreibung | ID       | Bild |
| ---------------------------- | ----------- | --- | -------- | ---- |
| 52° 11′ 23″ N, 10° 57′ 26″ O | Eitz 17     | Durchmesser ca. 19 m und Höhe ca. 1 m. Rund, deutlich gewölbt. Im Bereich der Kuppe ca. 4 m lange etwa Nord-Süd orientierte Eingrabung. | 28992783 | BW   |
| 52° 11′ 24″ N, 10° 57′ 26″ O | Eitz 18     | Durchmesser ca. 19 m und Höhe ca. 0,5 m. Rund, flachgewölbt. Kuppe abgeflacht. | 28992785 | BW   |
| 52° 11′ 25″ N, 10° 57′ 24″ O | Eitz 19     | Durchmesser ca. 27 m und Höhe ca. 1,6 m. Annähernd rund. Im Bereich der Kuppe sowie nordöstlich davon flache Eingrabungen mit seitlicher Erdablagerung. Am nordwestlichen Rand größere Vertiefung (Erdentnahmestelle?).                               | 28992786 | BW   |
| 52° 11′ 26″ N, 10° 57′ 23″ O | Eitz 20     | Durchmesser ca. 19,5 m und Höhe ca. 0,6 m. Flach, annähernd runde Bodenerhöhung. Kuppe stark abgeflacht. Zerstört und durch einseitige Bodenablagerung länglich (Nord-Süd orientiert). Über Mitte flache, Ost-West verlaufende Vertiefung (Fahrspur). | 28992885 | BW   |

## Elz
| Lage                         | Bezeichnung       | Beschreibung                                                                                               | ID       | Bild |
| ---------------------------- | ----------------- | --- | -------- | ---- |
| 52° 12′ 17″ N, 10° 58′ 20″ O | Elz 18, Grabhügel | Durchmesser ca. 21 m und Höhe ca. 1,3 m. Hochgewölbt. In der Kuppe eine Eingrabung.                        | 28993156 | BW   |
| 52° 12′ 18″ N, 10° 58′ 19″ O | Elz 19, Grabhügel | Durchmesser ca. 13 m und Höhe ca. 0,5 m. Deutlich erkennbar.                                               | 28993157 | BW   |
| 52° 13′ 6″ N, 10° 57′ 0″ O   | Elz 20, Grabhügel | Durchmesser ca. 22 m und Höhe ca. 0,8 m. Annähernd rund. Kleinere Eintrichterungen durch Wildschweine.     | 37283147 | BW   |
| 52° 13′ 8″ N, 10° 57′ 0″ O   | Elz 21, Grabhügel | Durchmesser ca. 15 m und Höhe ca. 0,5 m. Annähernd rund. Ränder fließend auslaufend.                       | 37283173 | BW   |
| 52° 12′ 53″ N, 10° 57′ 0″ O  | Elz 23, Grabhügel | Größe ca. 11 × 7 m und Höhe ca. 0,5 m. Annähernd oval, ca. südost-nordwest-orientiert.                     | 37283242 | BW   |
| 52° 12′ 51″ N, 10° 56′ 59″ O | Elz 24, Grabhügel | Durchmesser ca. 11 m und Höhe ca. 0,6 m. Annähernd rund. Nordöstlicher Bereich von Wildschweinen zerwühlt. | 37283261 | BW   |
| 52° 12′ 51″ N, 10° 56′ 59″ O | Elz 25, Grabhügel | Durchmesser ca. 8 m und Höhe ca. 0,5 m. Annähernd rund. Einkuhlungen.                                      | 37284153 | BW   |
| 52° 12′ 40″ N, 10° 56′ 59″ O | Elz 26, Grabhügel | Größe ca. 23 × 17 m und Höhe ca. 1 m. Annähernd oval, ca. nord-süd-orientiert, ebenmäßig gewölbt.          | 37284167 | BW   |

### Elz 1
- ID: 28993034
- Acht runde-ovale Hügel; Hügel FStNr. 4 ist möglicherweise ein Doppelhügel. 1947 wurde FStNr. 8 ausgegraben, er konnte in die frühe Eisenzeit datiert werden.

| Lage                        | Bezeichnung | Beschreibung | ID       | Bild |
| --------------------------- | ----------- | --- | -------- | ---- |
| 52° 12′ 36″ N, 10° 56′ 9″ O | Elz 1       | Durchmesser ca. 16 m und Höhe ca. 0,4 – 0,7 m. Sehr flach, Oberfläche uneben. | 28993012 | BW   |
| 52° 12′ 38″ N, 10° 56′ 7″ O | Elz 2       | Durchmesser ca. 22 m und Höhe ca. 0,8 m. Rund, hochgewölbt. | 28993021 | BW   |
| 52° 12′ 40″ N, 10° 56′ 8″ O | Elz 3       | Durchmesser ca. 20 m und Höhe ca. 0,5 m. Fast rund. | 28993017 | BW   |
| 52° 12′ 39″ N, 10° 56′ 6″ O | Elz 4       | Größe ca. 30,5 × 19 m und Höhe ca. 1,5 m. Hochgewölbt mit flacher Kuppe. (von Nord nach Süd). Eventuell handelt es sich um zwei fusionierte oder einen Hügel mit Erweiterung.                                                              | 28993024 | BW   |
| 52° 12′ 40″ N, 10° 56′ 6″ O | Elz 5       | Durchmesser ca. 20 m und Höhe ca. 0,6 m. Rund, flach gewölbt. | 28993025 | BW   |
| 52° 12′ 41″ N, 10° 56′ 6″ O | Elz 6       | Durchmesser ca. 22 m und Höhe ca. 0,3 m. Fast rund. Nord-Süd-orientierter Waldpfad verläuft quer über die Mitte. | 28993026 | BW   |
| 52° 12′ 42″ N, 10° 56′ 6″ O | Elz 7       | Größe ca. 20 × 18 m und Höhe ca. 0,4 – 0,7 m. Oval, Nordwest-Südost orientiert. | 28993028 | BW   |
| 52° 12′ 41″ N, 10° 56′ 5″ O | Elz 8       | Durchmesser ca. 19 m und Höhe ca. 0,5 m. Rund. Nordwestlicher Rand von flachen Graben und Weg angeschnitten. Grabung im Jahr 1947 erbrachte eine Brandschicht mit Leichenbrand und Beigefäß. Anhand dessen in die frühe Eisenzeit datiert. | 28993031 | BW   |

### Elz 9
- ID: 28993155
- Neun meist gut erkennbare und ungestörte Grabhügel.

| Lage                         | Bezeichnung | Beschreibung | ID       | Bild |
| ---------------------------- | ----------- | --- | -------- | ---- |
| 52° 12′ 18″ N, 10° 58′ 12″ O | Elz 9       | Durchmesser ca. 9 m und Höhe ca. 0,3 m. Flach.                                                                     | 28993138 | BW   |
| 52° 12′ 17″ N, 10° 58′ 12″ O | Elz 10      | Durchmesser ca. 14 m und Höhe ca. 0,7 m. Deutlich gewölbt. In der Kuppe eine flache Eintiefung.                    | 28993139 | BW   |
| 52° 12′ 17″ N, 10° 58′ 12″ O | Elz 11      | Durchmesser ca. 11,5 m und Höhe ca. 0,5 m. Deutlich gewölbt.                                                       | 28993140 | BW   |
| 52° 12′ 17″ N, 10° 58′ 13″ O | Elz 12      | Durchmesser ca. 15 m und Höhe ca. 0,7 m. Deutlich gewölbt.                                                         | 28993143 | BW   |
| 52° 12′ 17″ N, 10° 58′ 14″ O | Elz 13      | Durchmesser ca. 11 m und Höhe ca. 0,4 m. Deutlich gewölbt. Südlich der Mitte ein kleiner Windbruch.                | 28993150 | BW   |
| 52° 12′ 16″ N, 10° 58′ 14″ O | Elz 14      | Durchmesser ca. 16,5 m und Höhe ca. 1 m. Deutlich gewölbt. Auf der Kuppe und im südöstlichen Bereich Eingrabungen. | 28993151 | BW   |
| 52° 12′ 17″ N, 10° 58′ 15″ O | Elz 15      | Durchmesser ca. 11 m und Höhe ca. 0,4 m. Flach, aber deutlich erkennbar.                                           | 28993152 | BW   |
| 52° 12′ 16″ N, 10° 58′ 16″ O | Elz 16      | Durchmesser ca. 12 m und Höhe ca. 0,7 m. Deutlich gewölbt. In der Kuppe eine tiefe Eingrabung.                     | 28993153 | BW   |
| 52° 12′ 15″ N, 10° 58′ 16″ O | Elz 17      | Durchmesser ca. 12 m und Höhe ca. 0,5 m. Flach, aber deutlich erkennbar                                            | 28993154 | BW   |

## Wolsdorf
| Lage                         | Bezeichnung           | Beschreibung | ID       | Bild |
| ---------------------------- | --------------------- | --- | -------- | ---- |
| 52° 11′ 14″ N, 10° 58′ 8″ O  | Wolsdorf 1, Grabhügel | Durchmesser ca. 19 m und Höhe ca. 0,3 m. Annähernd rund. Oberfläche unregelmäßig; Kuppe abgeflacht; Randbereich fließend.                                        | 28955340 | BW   |
| 52° 11′ 14″ N, 10° 58′ 10″ O | Wolsdorf 2, Grabhügel | Durchmesser ca. 15 m und Höhe ca. 0,6 m. Rund. Hügelkuppe abgeflacht. Über die Mitte verläuft in nordwest-südöstlicher Richtung eine flach eingetiefte Fahrspur. | 28955341 | BW   |